# Sarkani járás
A Sarkani járás (oroszul Шарканский район [Sarkanszkij rajon], udmurtul Шаркан ёрос [Sarkan jorosz]) Oroszország egyik járása Udmurtföldön. Székhelye Sarkan.

## Népesség
A köztársaságnak ebben a járásában a legmagasabb az udmurtok aránya.
- 2002-ben 21 384 lakosa volt, melynek 83,1%-a udmurt, 15,5%-a orosz, 0,6%-a tatár.
- 2010-ben 19 100 lakosa volt, melyből 15 504 fő udmurt, 3 276 orosz stb.